# Британско военно гробище (Киречкьой-Хортакьой)
Британското военно гробище (на английски: Kirechkoi-Hortakoi military cemetery) между селата Киречкьой и Хортач, Солун е създадено през март 1916 година по време на Първата световна война до британска военно-полева болница извън Солун. В него са погребани 606 британски войници и офицери и 58 български.

## Български войнишки гробове
- 01. Сали Алиев, редник от 9-и пехотен полк, починал на 11.11.1918 г., гроб 440
- 02. Рангел Андреев, редник, починал на 18.11.1918 г., гроб 472
- 03. Пенчо Ангелов, редник от 49-и пехотен полк, починал на 3.12.1918 г., гроб 535
- 04. Никола Атанасов, редник от 3-ти пехотен полк, починал на 17.1.1919 г., гроб 631
- 05. Методи Бакуров, редник от 17-и артилерийски полк, починал на 9.12.1918 г., гроб 657
- 06. Стоян Денчев, редник от 34-ти пехотен полк, починал на 20.1.1919 г., гроб 632
- 07. И. Димов, редник, починал на 7.11.1918 г., гроб 412
- 08. Димитър Георгенлиев, редник от 34-ти пехотен полк, починал на 21.9.1918 г., гроб 85
- 09. Шабан Ибишев, редник от 62-ри пехотен полк, починал на 18.9.1918 г., гроб 73
- 10. Атанас Калайджиев, редник от 20-и пехотен полк, починал на 16.12.1918 г., гроб 576
- 11. Панайот Калаусков, редник от 14-и пехотен полк, починал на 4.12.1918 г., гроб 537
- 12. Спиридон Ст. Канев, редник от 60-и пехотен полк, починал на 4.1.1919 г., гроб 617
- 13. Михаил Карагюлев, редник, починал на 1.10.1918 г., гроб 195
- 14. Юрдан И. Х., редник, починал на 3.10.1918 г., гроб 207
- 15. Михал Вуч. Кертов, ефрейтор от 1-ви пехотен полк, починал на 4.11.1918 г., гроб 437
- 16. Петко Христов, редник от 1-ви пехотен полк, починал на 19.12.1918 г., гроб 585
- 17. Витан Г. Китанов, редник от 3-ти пехотен полк, починал на 17.12.1918 г., гроб 577
- 18. Георги М. Клинчарски, редник от 3-ти пехотен полк, починал на 22.11.1918 г., гроб 485
- 19. Цветан М. Кънчев, редник 58-и пехотен полк, починал на 7.12.1919 г., гроб 548
- 20. Константин Я. Константинов, редник от минохвъргачна рота, починал на 17.1.1919 г., гроб 630
- 21. Никола Кръстев, редник, починал на 31.12.1918 г., гроб 611
- 22. Никола К. Кузов, редник от 27-и пехотен полк, починал на 11.10.1918 г., гроб 305
- 23. Григор Ив. Лилов, редник 15-и пехотен полк, починал на 16.1.1919 г., гроб 628
- 24. Васо М. Липчов, редник от 39-и пехотен полк, починал на 1.12.1918 г., гроб 524
- 25. Жем (Семо) Майрамов, редник от 71-ви пехотен полк, починал на 23.9.1918 г., гроб 99
- 26. Димитър Маринов, редник от 51-ви пехотен полк, починал на 20.11.1918 г., гроб 480
- 27. Георги Мавров, редник от 26-и пехотен полк, починал на 24.10.1918 г., гроб 396
- 28. Н. Меворах, редник, починал на 2.1.1919 г., гроб 606
- 29. Юрдан М. Неделчев, редник от 61-ви пехотен полк, починал на 3.1.1919 г., гроб 615
- 30. Васил К. Николов, редник от 17-и пехотен полк, починал на 31.10.1918 г., гроб 404
- 31. Иван Г. Павлов, ефрейтор от 58-и пехотен полк, починал на 3.1.1919 г., гроб 616
- 32. Пеню Н. Пенев, редник от 3-ти пехотен полк, починал на 7.1.1919 г., гроб 622
- 33. Иван Петков, редник от 34-ти пехотен полк, починал на 5.10.1918 г., гроб 233
- 34. Злати Л. Петков, редник от 33-ти пехотен полк, починал на 9.10.1918 г., гроб 280
- 35. Тодор Д. Петров, редник от 2-ри артилерийски полк, починал на 20.11.1918 г., гроб 481
- 36. Тодор Д. Ранев, редник от 40-и пехотен полк, починал на 5.1.1919 г., гроб 620
- 37. К. Христов Раянски, редник, починал на 6.11.1918 г., гроб 410
- 38. Апостол Янев С., редник от 33-ти пехотен полк, починал на 28.11.1918 г., гроб 512
- 39. Герасим Кр. Спасов, редник от 65-и пехотен полк, починал на 9.10.1918 г., гроб 281
- 40. Панде Л. Стаменов, редник от 54-ти пехотен полк, починал на 24.11.1918 г., гроб 499
- 41. Захари Н. Стаменов, редник от 41-ви пехотен полк, починал на 7.12.1918 г., гроб 553
- 42. П. Стойков, редник, починал на 26.11.1918 г., гроб 505
- 43. Христо М. Стоймиров, редник от 54-ти пехотен полк, починал на 5.12.1918 г., гроб 538
- 44. Юрдан П. Събчев, редник от 41-ви пехотен полк, починал на 5.1.1919 г., гроб 621
- 45. С. Танков, редник, починал на 4.11.1918 г., гроб 432
- 46. Стоян П. Ташов, редник от 39-и пехотен полк, починал на 17.9.1918 г., гроб 65
- 47. Никола Ил. Терзийски, редник от 14-и пехотен полк, починал на 23.11.1918 г., гроб 494
- 48. Беню Тодоров, редник от 4-ти пехотен полк, починал на 10.10.1918 г., гроб 304
- 49. Янко Д. Тодоров, редник, починал на 7.10.1918 г., гроб 250
- 50. Станчо П. Толаков, редник от 9. д. инж. прк., починал на 3.10.1918 г., гроб 208
- 51. Георги Я. Тризилски, редник от 14-и пехотен полк, починал на 16.11.1918 г., гроб 461
- 52. Младен Н. Цанов, редник от 3-ти пехотен полк, починал на 23.11.1918 г., гроб 493
- 53. Иван Н. Вапиров, редник от 54-ти пехотен полк, починал на 2.11.1918 г., гроб 431
- 54. Ангел Ив. Вълчев, редник от 39-и пехотен полк, починал на 30.11.1918 г., гроб 518
- 55. Атанас П. Воденичарски, редник от 14-и пехотен полк, починал на 28.11.1918 г., гроб 511
- 56. Атанас Волов, фелдфебел от 57-и пехотен полк, починал на 7.10.1918 г., гроб 249
- 57. Костадин Жилков, редник от 14-и пехотен полк, починал на 28.11.1918 г., гроб 510
- 58. Манаси Д. Златанович, редник от 67-и пехотен полк, починал на 9.1.1919 г., гроб 624[2]